# Helmut Lachenmann
Helmut (Friedrich) Lachenmann (Stuttgart, 27 de novembro de 1935) é um compositor alemão contemporâneo associado à música concreta.